# 주전충
양 태조 주황(梁 太祖 朱晃, 852년 12월 5일(음력 10월 21일) ~ 912년 7월 18일(음력 6월 2일))은 중국 당 말기 절도사이자 오대십국시대 후량의 초대 황제(재위 : 907년 ~ 912년)이다.
원래 이름은 온(溫)이었는데, 황소의 난 때 공적을 세워 당나라 조정으로부터 전충(全忠)이란 이름을 하사받아 개명하였다. 황제가 되어서는 황(晃)으로 다시 개명하였다. 어릴 때는 주삼(朱三)으로 부르기도 하였다.
아버지는 주성(朱誠), 조부는 주신(朱信)이라고 한다. 절일은 대명절(大明節)이다.

## 생애
주온은 어린 시절 아버지를 잃은 후, 주욱(朱昱, 주전욱)·주존(朱存) 두 형과 함께 어머니 왕씨를 모시고 친척뻘인 부호 유숭(劉崇, 십국의 하나인 북한의 창건자 유숭과는 동명이인)의 집에서 소작을 하며 살았다. 그러나 그는 농업을 싫어하고 학문과 무예에 전념하였다. 황소의 난이 발발하자, 둘째 형인 주존과 함께 황소의 무리에 가담해 두각을 드러냈다. 주존은 도중에 전사했다고 전한다. 황소는 장안을 함락하고 대제를 세웠으나, 정치가로서의 자질이 부족하여 이후 대제는 자멸의 길에 들어섰다.
처음부터 황소는 인망이 있었던 주온을 경계하고 있었다. 당연히 주온도 그 일을 민감하게 알아채고 있었다. 당나라 장군 하중절도사 왕중영이 주온에게 밀사를 파견하였다. 이를 계기로 주온은 왕중영과 내통하게 되었다. 그 후 주온은 장안에서 황소를 배신하고 이들을 격퇴하여 몰아내었다. 이 전공으로 주온에게는 왕중영은 물론 당나라로부터 사례가 내려졌다. 당나라 조정에서는 좌금오위(左金吾衛)대장군·하중행영초토부사(河中行營招討副使)의 지위와 함께, 당나라에게 충성하라는 의미가 있는 '전충'(全忠)이란 이름을 하사하였다. 이후 그는 당나라의 무장으로서 주전충이라고 불리게 되었다. 그러나 곧 당나라 황실에게 낙양으로 천도할 것을 강요한 후, 기어코 제위를 찬탈하였다.

## 즉위 전
주전충은 절도사로 승진한 후, 황소에 대해 함께 싸웠던 이극용과 당 조정 내부에서의 주도권 쟁탈전이 벌어졌다. 주전충은 이 싸움에서 승리해 당나라 실권을 장악하기에 이른다. 그러나 그 시기 당나라는 장안 일대만을 보유한 일개 지방정권에 불과하였고, 각지에서는 절도사들이 군웅할거하고 있었다.
904년 주전충은 소종을 살해하고 그의 9번째 아들인 13세의 애제를 제위에 올리고 선양의 준비에 나섰다. 
905년 심복인 이진·장현휘 등이 당나라 고관들을 황하에 던져버리라는 진언을 하였고, 주전충도 흥미를 표시해 실행에 옮겼다. 이에 당나라의 고관이었던 배추·독고손·최원·왕부·조숭 등 30여명이 백마역에서 처형되어 그 시체가 황하에 버려졌다고 전한다. 이를 역사상 백마의 화라고 부른다.
907년 주전충은 애제로부터 선양을 받아 국호를 양(梁)으로 정하고 새로운 왕조를 열었다.

## 즉위 후
황제에 즉위한 주전충은 무계획한 행동을 일삼았다. 또한 여성관계에서도 절도를 잃어 자신의 양자였던 박왕(博王) 주우문의 아내와도 관계를 가진 것으로 알려져 있다. 912년 연로해지고 병이 들어 제위를 주우문에게 물려주려고 하였다. 이에 불만을 품은 셋째 아들 영왕(郢王) 주우규가 주전충과 주우문을 살해하고 제위를 찬탈하였다.

## 존호, 시호, 능호, 묘호
존호는 개평(開平) 3년(909년)에 올린 예문성무광효황제(睿文聖武廣孝皇帝)이다.
묘호는 태조(太祖)이며 시호는 신무원성효황제(神武元聖孝皇帝)이다. 능호는 선릉(宣陵)이다.

## 가족 관계

### 조부모와 부모
- 조부 : 헌조(憲祖) 소무황제(昭武皇帝) 주신(朱信)
- 조모 : 소의황후(昭懿皇后) 유씨(劉氏)
- 부친 : 열조(烈祖) 문목황제(文穆皇帝) 주성(朱誠)
- 모친 : 문혜황후(文惠皇后) 왕씨(王氏)

### 형제
- 광덕정왕(廣德靖王) 주전욱(朱全昱) (? ~ 916년)
- 낭왕(朗王) 주존(朱存) (? ~ 879년)

### 황후
| 봉호           | 시호                   | 이름(성씨) | 별칭                          | 재위년도 | 생몰년도      | 비고 |
| -------------- | ---------------------- | ---------- | ----------------------------- | -------- | ------------- | ---- |
| 국부인(國夫人) | 원정황태후(元貞皇太后) | 장혜(張惠) | 위국부인(魏國夫人) 현비(賢妃) | (추존)   | 857년 ~ 904년 |      |

### 후궁
| 봉호       | 시호               | 이름(성씨) | 별칭 | 생몰년도 | 비고             |
| ---------- | ------------------ | ---------- | ---- | -------- | ---------------- |
| 군군(郡君) | 무위군군(武威郡君) | 석씨(石氏) |      |          |                  |
| 소의(昭儀) |                    | 진씨(陳氏) |      |          |                  |
| 소용(昭容) |                    | 이씨(李氏) |      |          |                  |
| 미인(美人) |                    | 단씨(段氏) |      |          |                  |
| 궁인(宮人) |                    |            |      |          | 주근(朱瑾)의 처. |

### 황자
| - | 봉호       | 시호 | 이름                          | 생몰년도      | 생모            | 별칭       | 비고                   |
| - | ---------- | ---- | ----------------------------- | ------------- | --------------- | ---------- | ---------------------- |
| 1 | 침왕(郴王) |      | 주우유(朱友裕)                | 870년 ~ 904년 |                 | 빈왕(彬王) |                        |
| 2 | 영왕(郢王) |      | 주우규(朱友珪)                | 885년 ~ 913년 |                 |            | 제2대 황제 폐제(廢帝). |
| 3 | 균왕(均王) |      | 주우정(朱友貞) 주전(朱瑱)     | 888년 ~ 923년 | 원정황태후 장혜 |            | 제3대 황제 말제(末帝). |
| 4 | 복왕(福王) |      | 주우장(朱友璋)                |               |                 |            |                        |
| 5 | 하왕(賀王) |      | 주우옹(朱友雍)                | ? ~ 923년     |                 |            |                        |
| 6 | 건왕(建王) |      | 주우휘(朱友徽)                | ? ~ 923년     |                 |            |                        |
| 7 | 강왕(康王) |      | 주우경(朱友敬) 주우자(朱友孜) | ? ~ 915년     | 원정황태후 장혜 |            |                        |

### 황녀
| - | 봉호(공주)         | 시호 | 이름 | 생몰년도  | 생모 | 별칭 | 비고 |
| - | ------------------ | ---- | ---- | --------- | ---- | ---- | ---- |
| 1 | 안양공주(安陽公主) |      |      | ? ~ 906년 |      |      |      |
| 2 | 장락공주(長樂公主) |      |      |           |      |      |      |
| 3 | 금화공주(金華公主) |      |      |           |      |      |      |
| 4 | 보녕공주(普寧公主) |      |      |           |      |      |      |
| 5 | 진녕공주(眞寧公主) |      |      |           |      |      |      |

### 양자
- 박왕(博王) 주우문(朱友文) (? ~ 912년) - 본명 강근(康勤)
- 기왕(冀王) 주우겸(朱友謙) (? ~ 926년) - 본명 주간(朱簡), 후당 장종 때 이계린(李繼麟)으로 개명함.
- 주우공(朱友恭) - 본명 이언위(李彦威)
- 주우양(朱友讓) - 본명 이칠랑(李七郎)
- 주한빈(朱漢賓) (872년 ~ 935년)

## 기년
| 태조        | 원년            | 2년        | 3년        | 4년        | 5년                 | 6년        |
| ----------- | --------------- | ---------- | ---------- | ---------- | ------------------- | ---------- |
| 서력 (西曆) | 907년           | 908년      | 909년      | 910년      | 911년               | 912년      |
| 간지 (干支) | 정묘(丁卯)      | 무진(戊辰) | 기사(己巳) | 경오(庚午) | 신미(辛未)          | 임신(壬申) |
| 연호 (年號) | 개평(開平) 원년 | 2년        | 3년        | 4년        | 5년 건화(乾化) 원년 | 2년        |

| 전 대 (초대) (당 애제) | 제1대 후량의 황제 907년~912년 | 후 대 후량 영왕 |